# 岩岡中正
岩岡 中正（いわおか なかまさ、1948年1月12日 - ）は、日本の政治学者・俳人。熊本大学名誉教授。研究テーマは、政治思想史・共同性の思想研究。

## 来歴
熊本県熊本市出身。九州大学法学部を経て同大学院を修了。1991年に学位論文「詩の政治学 : イギリス・ロマン主義政治思想研究」で法学博士（九州大学）の学位を取得。熊本大学法学部で教鞭を取る。
俳句は大学時代にはじめ、「ホトトギス」「阿蘇」に投句。1982年「ホトトギス」同人。1995年、朝日俳壇賞受賞。1999年より「阿蘇」主宰。2005年、第37回熊本県文化懇話会賞受賞。2008年、『春雪』で第50回熊日文学賞受賞。2011年、『虚子と現代』で第11回山本健吉文学賞評論部門受賞。日本伝統俳句協会（第2代）会長。

## 著書

### 俳句
- 『転換期の俳句と思想』（朝日新聞社、2002年）
- 『句集 春雪』（ふらんす堂、2008年）
- 『句集 夏薊』（ふらんす堂、2012年）
- 『虚子と現代』（角川書店、2010年）
- 『子規と現代』（ふらんす堂、2013年）
- 『句集 相聞』（角川学芸出版、2012年）
- 『俳句逍遥　小さきものへのまなざし』（熊本日日新聞社「熊日新書」、2020年）
- 『句集 文事』（朔出版、2021年）

### 学術書
- 『詩の政治学-イギリス・ロマン主義政治思想研究』（木鐸社、1990年）
- 『ロマン主義から石牟礼道子へ-近代批判と共同性の回復』（木鐸社、2007年）
- 『魂の道行き　石牟礼道子から始まる新しい近代』（弦書房、2016年）
- 『幕末の漂流者・庄蔵　二つの故郷』（弦書房、2022年）

### 編著
- 共編『「地域公共圏」の政治学』（ナカニシヤ出版、2004年）
- 『石牟礼道子の世界』（弦書房、2006年）
- 高峰武共編『熊本地震2016の記憶』（弦書房、2017年）